# ايلين جونز
إلين جونز (بالإنجليزية: Elin Jones)‏ (ولدت في 1 سبتمبر 1966)، هي سياسية ويلزية، ولدت في لامبيتر وقد مثلت كيرديجين لـ منقوشة كيموري كعضو في المرسل منذ عام 1999.

## خلفية
التحقت بمدرسة لانوين الابتدائية وتخرجت من جامعة ويلز، كارديف في عام 1989. عملت سابقًا كمسؤولة تنمية اقتصادية في مجلس التنمية الريفية في ريف ويلز. وهي وزيرة سابقة للبيئة والتخطيط.
تتحدث إلين جونز اللغة الويلزية والإنجليزية. وهي أيضًا مديرة سابقة لإذاعة كيرديجين وشركة ويس جلو المحدودة، وهي شركة إنتاج تلفزيوني. تعيش في ابيريارون وتستمتع بالموسيقى والأفلام والقراءة وغنت سابقًا مع مجموعة الغناء الويلزية Cwlwm.

## الحياة السياسية
عملت إيلين جونز في مجلس مدينة أبيريستويث من عام 1992 إلى عام 1999 وكانت أصغر عمدة على الإطلاق لأبيريستويث من عام 1997 إلى عام 1998. وكانت الرئيس الوطني لـ منقوشة كيموري بين عامي 2000 و 2002.
في انتخابات الجمعية الأولى في عام 1999، انتخبت إلين جونز كعضو في الجمعية عن كيرديجين وشغلت منصب وزيرة الظل للتنمية الاقتصادية خلال الدورة الأولى للجمعية. بعد انتخابات المجلس 2003، احتفظت بهذه الحقيبة حتى عام 2006 عندما أصبحت وزيرة للبيئة والتخطيط الريفي. في 9 يوليو 2007، شكلت حكومة ويلز الاولى وعُينت إيلين جونز وزيرة للشؤون الريفية. استمرت إلين جونز في هذا المنصب حتى ترك بلايد سيمرو الحكومة في انتخابات 2011. انتقد جورج مونبيوت سجلها في كتابه فيرال الصادر عام 2013.
في الجمعية الرابعة، أصبحت المتحدثة الرسمية باسم صحة بلايد، وتنافست دون جدوى في انتخابات القيادة بعد استقالة إيوان وين جونز.
في الجمعية الخامسة، هزمت زميلتها بلايد كوموري دافيد إليس توماس لتصبح رئيس الجمعية الوطنية لويلز بأغلبية 34 صوتًا مقابل 25 صوتًا.
في يونيو 2021، سعت جونز إلى منع أعضاء الجمعية من عرض الأعلام في مكاتبهم.